# Феодор (Мамасуєв)
Фео́дор (також Фе́дір, справжнє ім'я Мамасуєв Олександр Семенович; 4 листопада 1966) — архієрей РПЦвУ з 2007 року, митрополит Мукачівський і Ужгородський за версією Москви. Фігурант центру Миротворець як противник незалежної української церкви.

## Біографія
Олександр Семенович Мамасуєв народився 4 листопада 1966 року в Самборі Львівської області в родині військовослужбовця.
З 1973 по 1983 роки навчався в Самбірській загальноосвітній школі № 7.
У 1983 році вступив до Рудківського сільськогосподарського технікуму.
З 1985 по 1987 роки служив в армії. Після демобілізації закінчив технікум.
У 1988 році вступив до Московської духовної семінарії.
У 1989 році у Троїце-Сергієвій лаврі прийняв чернецтво.
31 грудня того ж року висвячений у сан ієродиякона, у травні 1990 року — в сан ієромонаха.
У 1990 році з благословіння патріарха московського Алексія ІІ був направлений в Україну, до Миколаївського жіночого монастиряв Мукачевому на Закарпатті.
У 1992 році закінчив семінарію, одразу вступивши до Московської духовної академії, яку закінчив у 1996 році.
У 1994 році був зведений у сан ігумена,
1996 році — у сан архімандрита.
1997 році став духівником Мукачівського Миколаївського монастиря.
Рішенням синоду РПЦвУ 21 грудня 2007 року призначений єпископом Мукачівським і Ужгородським, керівником Мукачівської єпархії.
23 грудня в Трапезному храмі Києво-Печерської лаври митрополитами (за версією Москви) Київським і всієї України Володимиром, Луганським і Алчевським Іоанникієм, архієпископами Вінницьким і Могилів-Подільським Симеоном, Вишгородським Павлом, Білоцерківським і Богуславським Митрофаном, єпископами Сєвєродонецьким і Старобільським Агапітом, Олександрійським і Світловодським Пантелеймоном, Хотинським Мелетієм, Бориспільським Антонієм, Івано-Франківським і Коломийським Пантелеймоном, Кременчуцьким і Хорольським Євлогієм та Переяслав-Хмельницьким Олександром висвячений на єпископа Мукачівського і Ужгородського.
21 липня 2009 року зведений у сан архієпископа.
Рішенням синоду від 2 грудня 2010 року призначений настоятелем Воскресенського монастиря в Ужгороді, Успенського монастиря в селі Кічерний, Монастиря Казанської ікони Божої Матері в селі Тишів, Пантелеймонівського монастиря в селі Осій та Іоанно-Богословського монастиря в селі Сільце.
З вересня 2015 до лютого 2016 року був членом синоду РПЦ у Москві.
23 липня 2018 року возведений у сан митрополита.
31 жовтня 2024 в числі 17 (із 53) правлячих і 14 (із 58) вікарних архієреїв УПЦ МП підписав заяву, в якій засудив анексію Російською Православною церквою Донецької єпархії, зняття її керівника митрополита Іларіона і заміни на росіянина, уродженця Рязанської області Росії, архієрея з Далекого Сходу.

## Нагороди
- Орден святого рівноапостольного князя Володимира I ступеня (2003)
- Орден «За заслуги» ІІ ступеня (21 серпня 2020) — за значний особистий внесок у державне будівництво, соціально-економічний, науково-технічний, культурно-освітній розвиток України, вагомі трудові здобутки та високий професіоналізм[5]